# 梅西感恩节大游行

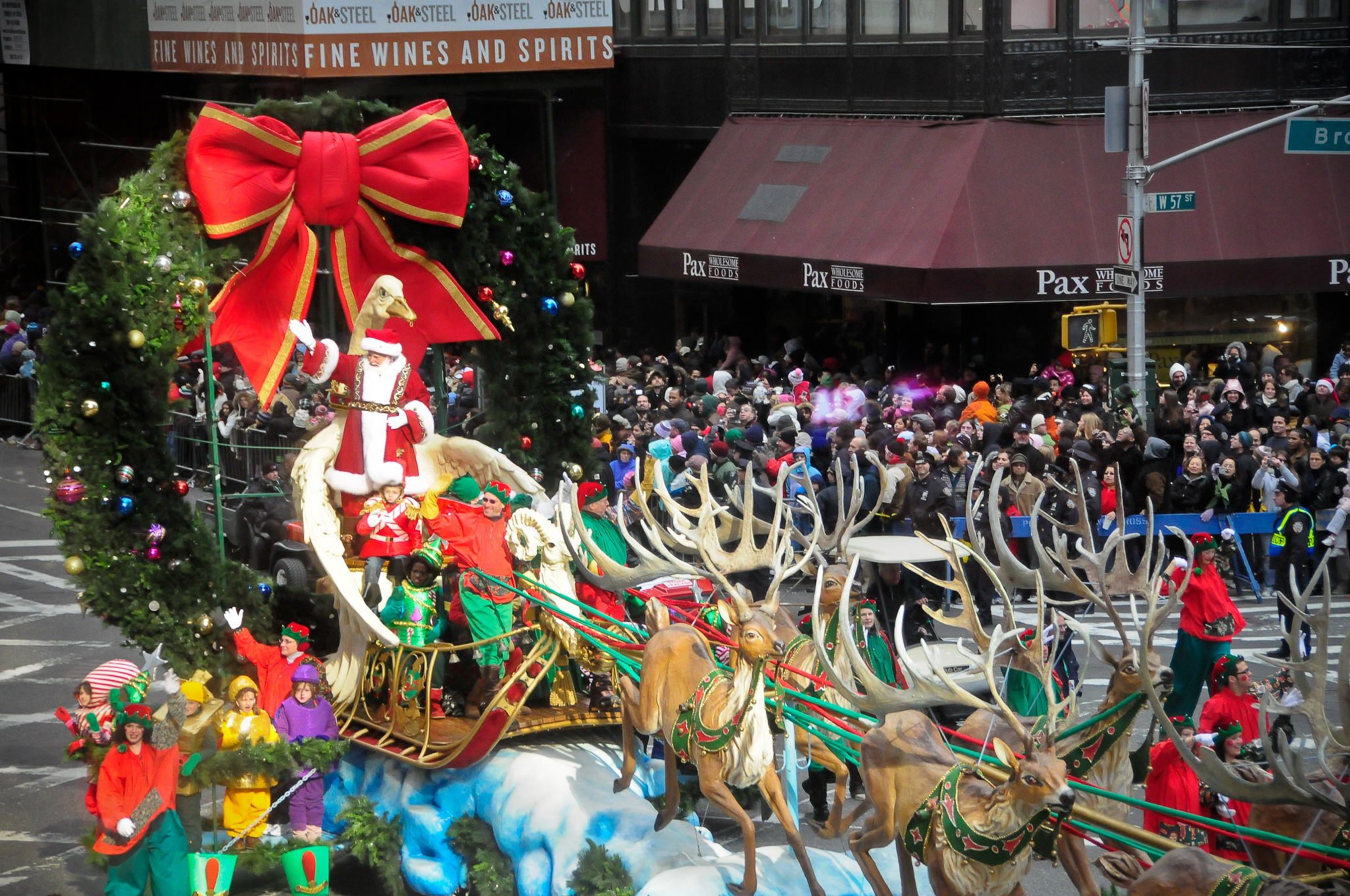
圣诞老人在游行的压轴到来标志着圣诞季节的开始

梅西感恩节大游行，是由美国梅西百货公司主办的一年一度的感恩节大游行，这一传统始于1924年。游行在感恩节上午9:00开始，持续三个小时，数万人参加，声势浩大。